# Стюарт, Джим
Джим Стю́арт (англ. Jim Stewart; 29 июля 1930, Мидлтон, Теннесси — 5 декабря 2022) — американский бизнесмен, видный деятель музыкальной индустрии. Основатель и президент одного из величайших лейблов звукозаписи в истории соула и ритм-энд-блюза — Stax Records.
В 2002 году заслуги Джима Стюарта перед музыкальной индустрией были высоко отмечены — он был принят в Зал славы рок-н-ролла в категории «Неисполнители». (С 2008 года эта категория называется «Премией Ахмета Эртегюна за жизненные достижения» — в честь музыкального продюсера и бизнесмена, одного из основателей Зала славы рок-н-ролла.)